# Jozef de Baenst (1520-1578)
Jozef de Baenst (ca. 1520 - ca. 1578) was burgemeester van Brugge.

## Levensloop
Ridder Jozef de Baenst, heer van Oostkerke, Melissant en Gapinge, was de oudste zoon van Guy de Baenst († 1541) en zijn tweede vrouw Anna de la Bie. Hij was een neef van Jozef de Baenst. Hij trouwde in 1550 met Hadewijch de Bernemicourt, dochter van ridder Karel de Bernemicourt. Het echtpaar bleef kinderloos.
Waarschijnlijk is hij de Jozef de Baenst die zich in 1536 inschreef aan de universiteit van Leuven en die als edelman verbonden was aan het hof van Maria van Hongarije, waar hij van 1548 tot 1551 de leiding had over 18 man personeel.
Hij was gedurende vijftien jaar baljuw van Dendermonde (1557-1572). In Brugge was hij voogd van het hospitaal van de Potterie, waar zijn portret aanwezig blijft in de reeks van de voogdenportretten.

## Stadsbestuur
In het stadsbestuur van Brugge was hij:
- burgemeester van de raadsleden in 1551-52 en 1552-53,
- burgemeester van de schepenen in 1558-59 en 1559-60.

## Bron
- Stadsarchief Brugge, Wetsvernieuwingen, van 1358 tot 1794.